# Miss Fisher's Murder Mysteries
Miss Fisher's Murder Mysteries es una serie australiana transmitido del 24 de febrero de 2012 hasta el 26 de junio de 2015 por medio de la cadena ABC1. 
La serie fue creada por Deb Cox y Fiona Eagger, y estuvo basada en las novelas de la autora australiana Kerry Greenwood basadas en el personaje de la detective Phryne Fisher.
La serie contó con la participación de actores como Miranda Otto, Wendy Hughes, Danielle Cormack, Kat Stewart, Vince Colosimo, Peter O'Brien, Matt Day, Toby Schmitz, Maeve Dermody, Jacek Koman, Jack Finsterer, Joel Tobeck, Simon Lyndon, Jonny Pasvolsky, Linda Cropper, Anna McGahan, Kristof Piechocki, Bille Brown, John Wood, Debra Lawrance, Rohan Nichol, Geoff Morrell, Robert Grubb, Don Bridges, Renai Caruso, Felix Williamson, Rodger Corser, David Field, Aaron Jeffery, Lara Robinson, Jonny Pasvolsky, Nell Feeney, Eva Lazzaro, Huw Higginson, Tatiana Krasnaya, Kate Mulvany, Grant Piro, entre otros...

## Historia
La serie sigue a la seductora e ingeniosa detective privada Phryne Fisher quien está decidida a resolver los crímenes con los que se encuentra, el detective Jack Robinson quien al inicio no está de acuerdo con trabajar con Fisher, Dot Williams la ayudante de Fisher quien la contrata luego de que su antigua empleada fuera asesinada, la doctora Mac quien trabaja en el hospital para mujeres en Melbourne y es amiga cercana de Fisher, el cortés y joven oficial Hugh Collins ayudante del detective Robinson quien comienza una relación con Dot.
También están Jane, la hija adoptiva de Fisher, Murdoch Foyle, el enemigo de Fisher y sospechoso del secuestro y la muerte de su pequeña hermana Janey Fisher años atrás, Prudence una dama de sociedad y tía de Fisher, los amigos Bert y Cec, trabajadores que ayudan a la detective Fisher con sus investigaciones, y el señor Butler el mayordomo de Fisher.

## Personajes
| Actor               | Personaje                      | Trabajo             | Episodios | Temporada   |
| ------------------- | ------------------------------ | ------------------- | --------- | ----------- |
| Essie Davis         | Phryne Fisher                  | Detective Privada   | 34        | 2012 - 2015 |
| Nathan Page         | John "Jack" Robinson           | Detective Inspector | 34        | 2012 - 2015 |
| Ashleigh Cummings   | Dorothy "Dot" Williams-Collins | Mucama              | 34        | 2012 - 2015 |
| Hugo Johnstone-Burt | Hugh Collins                   | Oficial de Policía  | 16        | 2012 - 2015 |
| Miriam Margolyes    | Prudence Stanley               | -                   | 12        | 2012 - 2015 |

### Personajes recurrentes
| Actor           | Personaje                 | Trabajo   | Episodios | Temporada   |
| --------------- | ------------------------- | --------- | --------- | ----------- |
| Richard Bligh   | Mr. Butler                | Mayordomo | 32        | 2012 - 2015 |
| Travis McMahon  | Bert                      | Empleado  | 29        | 2012 - 2015 |
| Anthony Sharpe  | Cec                       | Empleado  | 29        | 2012 - 2015 |
| Tammy MacIntosh | Elizabeth "Mac" Macmillan | Doctora   | 17        | 2012 - 2015 |

### Antiguos personajes recurrentes
| Actor                    | Personaje             | Trabajo             | Episodios | Duración    |
| ------------------------ | --------------------- | ------------------- | --------- | ----------- |
| Ruby Rees-Wemyss         | Jane Fisher           | Hija adoptiva       | 8         | 2012 - 2013 |
| Nicholas Bell            | Murdoch Love          | -                   | 5         | 2012        |
| Dee Smart                | Rosie Sanderson       | -                   | 1         | 2013        |
| Neil Melville            | George Sanderson      | Comisionado Adjunto | 1         | 2013        |
| Robert Mammone           | Guido Lupinacci       | -                   | 1         | 2015        |
| Damon Gameau             | Dr. Allen Perkins     | Doctor              | 1         | 2015        |
| Ella Scott Lynch         | Angela Lombard        | -                   | 1         | 2015        |
| Philip Quast             | Dr. Hayden Samuels    | Doctor              | 1         | 2015        |
| Diana Glenn              | Mary Maddison / Velma | -                   | 1         | 2015        |
| Colin Moody              | Eugene Fisher         | -                   | 1         | 2015        |
| Michala Banas            | Enid Shannon          | -                   | 1         | 2015        |
| Jeremy Lindsay Taylor    | Stanley Burrows       | -                   | 1         | 2015        |
| Arianwen Parkes-Lockwood | Harriet Edwards       | -                   | 1         | 2015        |
| Dan Spielman             | Dr. Harcourt          | Doctor              | 1         | 2015        |

## Episodios
La primera y la segunda temporada contaron cada una con 13 episodios. 
La tercera temporada tan solo 8 episodios.

## Premios y nominaciones
| Año  | Categoría                                    | Premio                                   | Nominado (a)                   | Resultado |
| ---- | -------------------------------------------- | ---------------------------------------- | ------------------------------ | --------- |
| 2016 | Best Actress                                 | Silver Logie Award                       | Essie Davis                    | Nominada  |
| 2016 | Most Outstanding Actress                     | Silver Logie Award                       | Essie Davis                    | Nominada  |
| 2016 | Best Personality on Australian Television    | Gold Logie Award                         | Essie Davis                    | Nominada  |
| 2016 | Best Drama Series                            | AACTA Award                              | Fiona Eagger y Deb Cox         | Nominadas |
| 2016 | Best Costume Design in Television            | AACTA Award                              | Marion Boyce                   | Nominada  |
| 2014 | Most Popular Actress                         | Silver Logie Award                       | Essie Davis                    | Nominada  |
| 2014 | Most Popular Personality on TV               | Gold Logie Award                         | Essie Davis                    | Nominada  |
| 2014 | Most Popular Drama Series                    | Silver Logie Award                       | Miss Fisher's Murder Mysteries | Nominado  |
| 2014 | Best Costume Design in Television            | AACTA Award                              | Marion Boyce                   | Ganadora  |
| 2013 | Most Popular Actress                         | Silver Logie Award                       | Ashleigh Cummings              | Nominada  |
| 2013 | Best Lead Actress in a Television Drama      | AACTA Award                              | Essie Davis                    | Nominada  |
| 2012 | Best Music for a Television Series or Serial | Screen Music Award                       | Greg J. Walker                 | Nominado  |
| 2012 | Best Television Theme                        | Screen Music Award                       | Greg J. Walker                 | Nominado  |
| 2012 | Best Design on a Television Drama            | Australian Production Design Guild Award | Robert Perkins                 | Nominado  |
| 2012 | Best Costume Design for Screen               | Australian Production Design Guild Award | Marian Boyce                   | Nominada  |

## Spin-offs
En julio del 2018 se anunció que la serie tendría varios spin-off, titulados "Ms. Fisher’s MODern Murder Mysteries", los cuales se centrarán en Peregrine Fisher, la sobrina de Phryne Fisher (Essie Davis). Los spin-offs serán 4 películas para la televisión ambientadas durante la década de 1960 en Melbourne. 
La producción comenzará en octubre con Fiona Eagger y Deb Cox como productoras ejecutivas, Beth Frey produciendo, la directora será Fiona Banks y los escritores Deb Cox, Samantha Winston, Chelsea Cassio y Jo Martino.

## Producción
La serie ha contado con escritores como Deb Cox, John Banas y Shelley Birse, en la dirección han participado David Caesar, Kate Dennis, Emma Freeman, Clayton Jacobson, Daina Reid y Tony Tilse.
La compañía productora es "Every Cloud Productions" y es producida por Fiona Eagger, Deb Cox, Michael Miller, Liz Doran, Kelly Lefever, Ysabelle Dean y Jo Martino. La música de la serie está bajo el cargo de Greg Walker y la cinematografía es realizada por Roger Lanser.
La serie ha sido comprada y es transmitida por 120 territorios por todo el mundo entre ellos Europa, Canadá, Estados Unidos, Asia y América Latina.
Al finalizar la primera temporada se anunció que la serie tendría una segunda temporada la cual se estrenó el 6 de septiembre del 2013. La segunda temporada comenzó sus grabaciones en febrero del 2013.
El 14 de junio de 2014 se confirmó la grabación de una tercera temporada. La cadena de televisión ABC decidió renovar la serie tras una campaña organizada por los seguidores de la serie en las redes sociales.
El 13 de junio de 2014 se anunció que la serie había sido renovada para una tercera temporada, la cual fue estrenada el 8 de marzo de 2015.

### Distribución internacional
La serie ha sido comprada por 120 países en todo el mundo. 
| País        | Cadena            | Fecha de inicio |
| ----------- | ----------------- | --------------- |
| Canadá      | Knowledge Network | 2012            |
| Reino Unido | UKTV/Alibi        | 2012            |
| Francia     | France 3          | 2013            |
| Noruega     | TVNorge           | 2013            |
| Polonia     | Canal +           | 2013            |
| Italia      | Rai 1             | 2013            |
| España      | Paramount Network | 2018            |